# Louis-Philippe de Belgique
Titre
Prince héritier de Belgique
24 juillet 1833 – 16 mai 1834
(9 mois et 22 jours)
Louis-Philippe de Saxe-Cobourg-Gotha, né le 24 juillet 1833 au château de Laeken, au nord de Bruxelles, en Belgique, et mort au même endroit  le 16 mai 1834, a été le premier enfant de Léopold Ier et de Louise d'Orléans, premiers souverains de Belgique. Il fut, à ce titre, le premier prince héritier de Belgique mais également duc de Saxe et prince de Saxe-Cobourg et Gotha. 
Il meurt à l'âge de 9 mois et 22 jours d'une inflammation mal soignée des muqueuses. Ce fut alors le deuxième fils du couple, Léopold, qui devint roi des Belges après la mort de Léopold Ier en 1865.

## Biographie
Louis-Philippe de Saxe-Cobourg-Gotha est né le 24 juillet 1833 à 4 h 30 du matin et mort le 16 mai 1834 à 22 h 45, dans les deux cas au château de Laeken à Laeken, Belgique, fut le fils de Léopold Ier et de Louise d'Orléans.
Il fut baptisé en la cathédrale Saints-Michel-et-Gudule de Bruxelles par l'archevêque de Malines, en présence de sa grand-mère maternelle, la reine des Français Marie-Amélie, des princes et princesses d'Orléans et de tous les corps constitués du royaume de Belgique. 
L'héritier de la couronne, que sa mère nommait « Babochon », était un bel enfant d'apparence robuste. Sa mort est due à une inflammation des muqueuses mal soignée.
Léopold Ier en fut désespéré, l'évènement lui rappelant la mort de son enfant avec sa première épouse, Charlotte de Galles, l'héritière du trône britannique, en 1817, qui décéda également des suites de l'accouchement. Il redoutait de ne pas faire souche et de compromettre ainsi l'avenir de son royaume. « Toutes ses anciennes douleurs sont ravivées », écrivait la reine Louise, dont le chagrin était davantage marqué par la résignation chrétienne. Le petit cercueil, drapé de velours blanc, fut descendu dans le caveau des ducs de Brabant, dans le chœur de l'église Sainte-Gudule de Bruxelles et fut par la suite transféré auprès de la dépouille de ses parents dans la crypte royale de l'église Notre-Dame de Laeken.

## Actes d'état civil

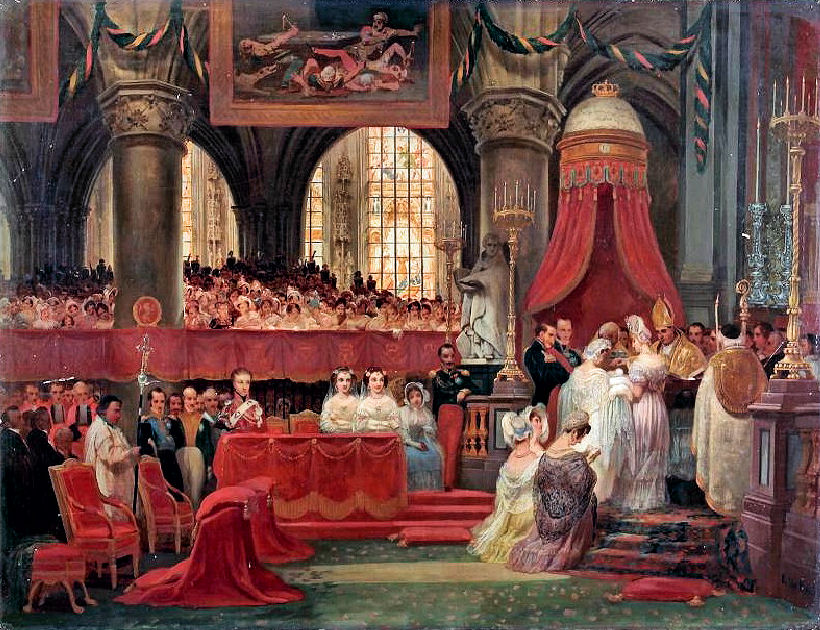
Baptême de Louis-Philippe par Philippe-Jacques van Bree (1833).

Ni l'acte de naissance ni l'acte de décès ne mentionne de titre pour Louis-Philippe. Il est simplement nommé "Son Altesse Royale Monseigneur Louis-Philippe Léopold Victor Ernest" dans son acte de décès.
|                   |
| Acte de naissance |

|               |
| Acte de décès |